# Jang Tappeh
Jang Tappeh (persiska: جَنگ تَپِّه, جَنگ تَپِه, جنگ تپّه) är en ort i Iran.   Den ligger i provinsen Västazarbaijan, i den nordvästra delen av landet, 700 km nordväst om huvudstaden Teheran. Jang Tappeh ligger 1 994 meter över havet och antalet invånare är 166.
Terrängen runt Jang Tappeh är kuperad. Runt Jang Tappeh är det ganska glesbefolkat, med 39 invånare per kvadratkilometer. Närmaste större samhälle är Badūlī, 8,4 km norr om Jang Tappeh. Trakten runt Jang Tappeh består i huvudsak av gräsmarker.